# Vijay Sundar Prashanth
Vijay Sundar Prashanth, né le 27 octobre 1986 à Chennai, est un joueur de tennis indien professionnel depuis 2005.

## Palmarès

### Titre en double messieurs
| No | Date       | Nom et lieu du tournoi | Catégorie | Dotation    | Surface    | Partenaire            | Finalistes                         | Score             |          |
| -- | ---------- | ---------------------- | --------- | ----------- | ---------- | --------------------- | ---------------------------------- | ----------------- | -------- |
| 1  | 18-09-2024 | Hangzhou Open Hangzhou | ATP 250   | 1 000 630 $ | Dur (ext.) | Jeevan Nedunchezhiyan | Constantin Frantzen Hendrik Jebens | 4-6, 7-65, [10-7] | Parcours |

## Parcours dans les tournois duGrand Chelem

### En double
| Année | Open d'Australie                                                                          | Open d'Australie | Internationaux de France | Internationaux de France | Wimbledon | Wimbledon | US Open | US Open |
| ----- | ----------------------------------------------------------------------------------------- | ---------------- | ------------------------ | ------------------------ | --------- | --------- | ------- | ------- |
| 2024  | 1er tour (1/32) A. Chandrasekar \|\| style="text-align:left;" \| M. Fucsovics F. Marozsán | —                | —                        | —                        | —         | —         | —       |         |

N.B. : le nom du partenaire se trouve sous le résultat ; le nom des ultimes adversaires se trouve à droite.

## Classements ATP en fin de saison
| Année          | 2005 | 2006 | 2007 | 2008 | 2009 | 2010 | 2011 | 2012 | 2013 | 2014 | 2015 | 2016 | 2017 | 2018 | 2019 | 2020 | 2021 | 2022 | 2023 |
| Rang en simple | 1071 | –    | –    | 1566 | 993  | 679  | 615  | 548  | 778  | 519  | 382  | 559  | 557  | 682  | 987  | 1320 | 1399 | –    | –    |
| Rang en double | 1235 | 859  | 1035 | 933  | 840  | 1001 | 667  | 498  | 792  | 655  | 420  | 329  | 252  | 215  | 275  | 330  | 558  | 247  | 83   |

Source : (en) Classements de Vijay Sundar Prashanth sur le site officiel de la Fédération internationale de tennis